# Bratronická lípa
Bratronická lípa je památný strom ve Středočeském kraji České republiky. Stojí u kostela Všech svatých v obci Bratronicích v kladenském okrese. Stáří stromu se odhaduje na 200 let. Výška stromu dosahuje 8 metrů (podle jiných zdrojů 20 metrů) a jeho obvod činí 366 centimetrů.

## Historie
Počátkem roku 2006 došlo k ošetření koruny a k redukčnímu řezu. Roku 1988, tedy tři roky po svém vyhlášení, byl strom klasifikován jako silně proschlý. V roce 2010 bylo konstatováno, že rozsáhlá kmenová dutina a sekundární koruna utrpěly po nešetrném ořezu počátkem devadesátých let. Zdravotní stav a statická stabilita se u stromu chronicky zhoršují. Strom je určitým bezpečnostním rizikem před školou na frekventovaném místě. Stále je však klasifikován za hodně poškozený.
Vývoj stromu udává tabulka:
| Datum měření   | Výška stromu [m] | Obvod kmene [cm] | Výška koruny [m] | Šířka koruny [m] |
| -------------- | ---------------- | ---------------- | ---------------- | ---------------- |
| 1. ledna 1982  | 20               | 355              | –                | –                |
| 1. ledna 1995  | –                | 366              | –                | –                |
| 12. února 2010 | 14               | 365              | 12               | 16               |